# Kölner Wappen

Wappen der Stadt Köln

Kleines Stadtwappen

Emblem der Kölner Stadtverwaltung

Das Kölner Wappen existiert seit mehr als 700 Jahren. Es hat sich mehrfach in der Geschichte der Stadt Köln geändert und ziert heute viele Logos und Embleme von Kölner Institutionen und Unternehmen.

## Abgrenzung
Das Wappen geht auf das Wappen der Freien Reichsstadt Köln (seit 1475) zurück. Die Wappen des ehemaligen Kurfürstentums und Erzstifts Köln sowie des Erzbistums Köln zeigen in Silber ein (häufig geständertes) schwarzes Balkenkreuz. Das kurkölnische Wappen ist heute noch ein Bestandteil vieler Kreis-, Stadt- und Ortswappen im Kölner Umland und in den ehemals kurkölnischen Gebieten Westfalens.

## Symbolik

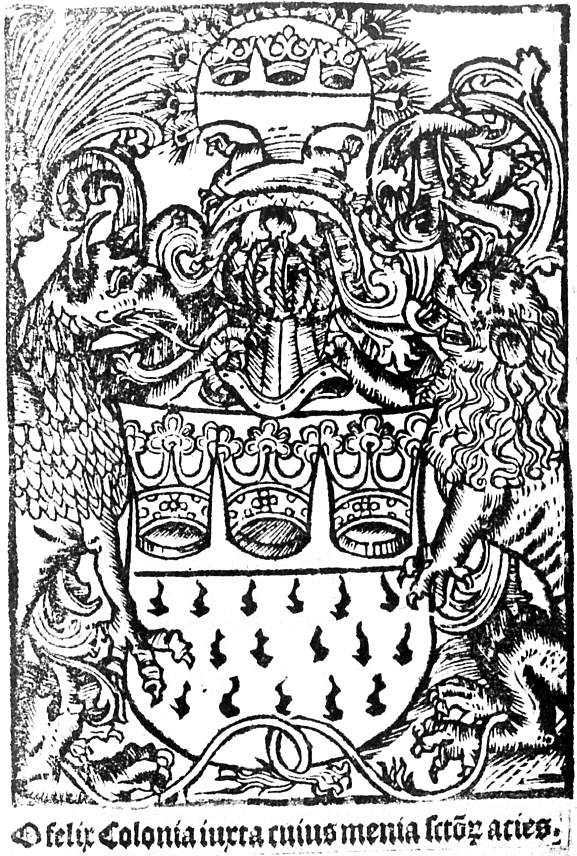
Kölner Wappen mit Löwe und Greif als Wappenhalter um 1500

Altes Kölner Wappen um 1900

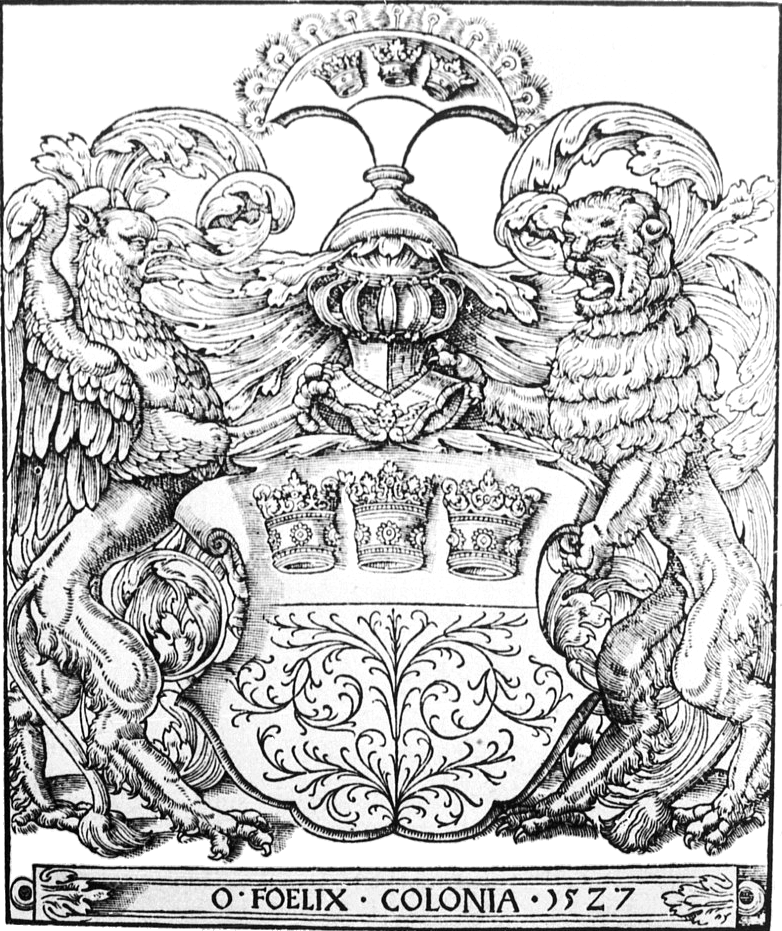
Kölner Wappen mit Löwe und Greif als Wappenhalter aus dem Jahr 1527

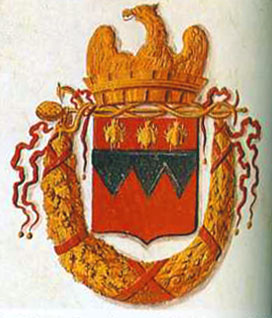
Kölner Wappen während der französischen Besatzung aus dem Jahr 1811

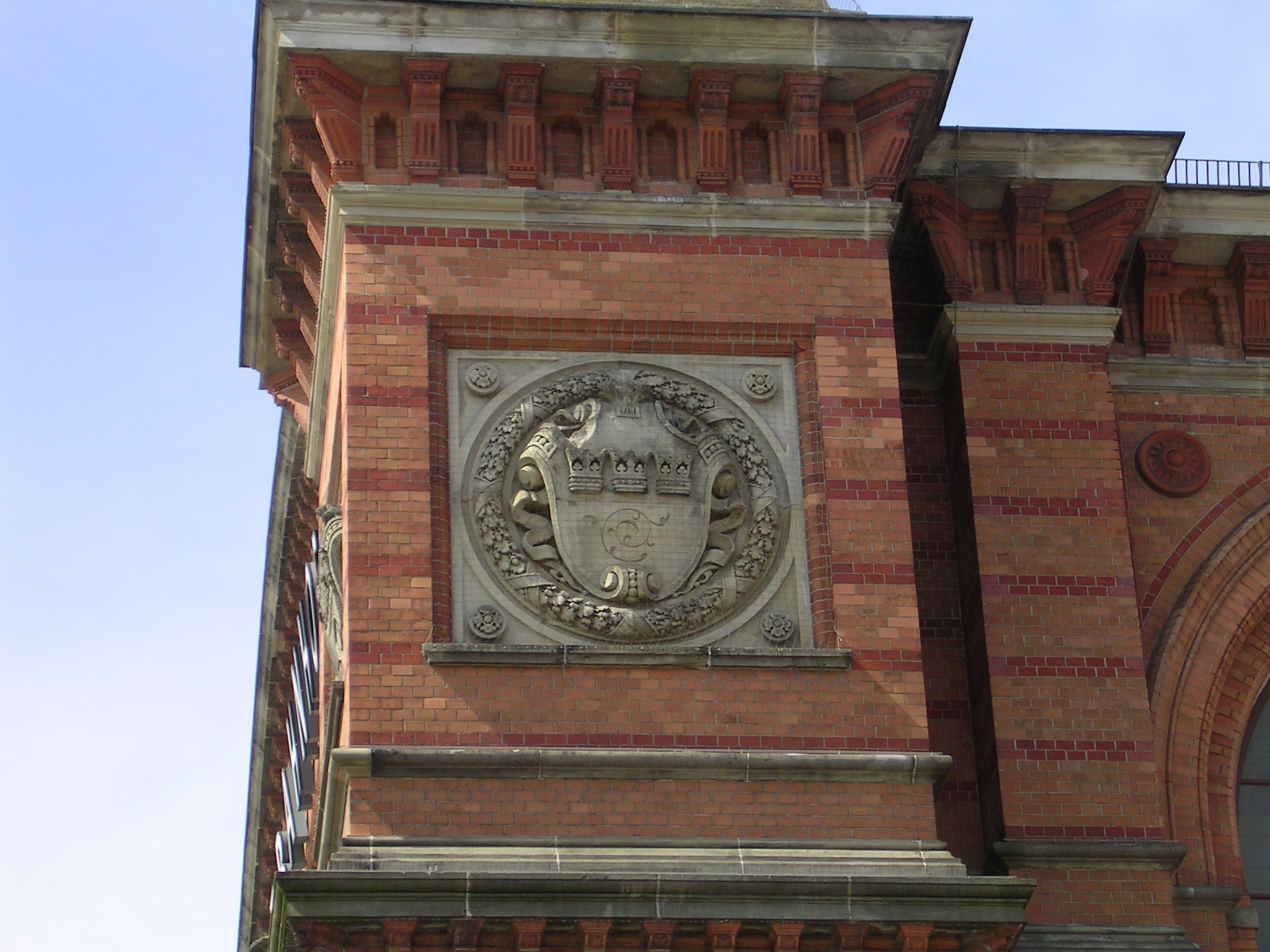
Kölner Wappen am Turm des Hauptbahnhofs Bremen

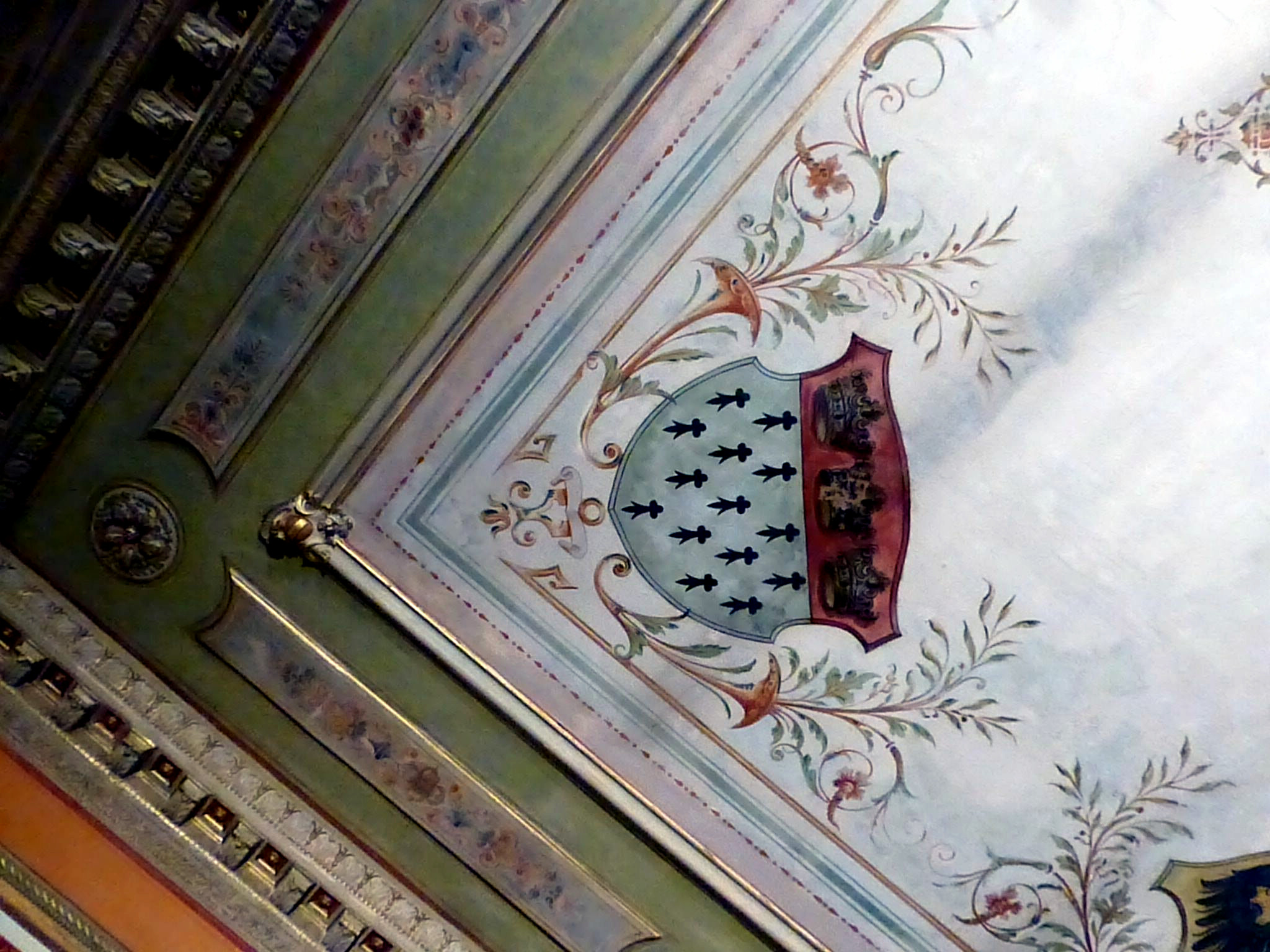
Kölner Wappen im Festsaal der Köln-Rottweiler Pulverfabrik mit einer falschen Anzahl von Flammen

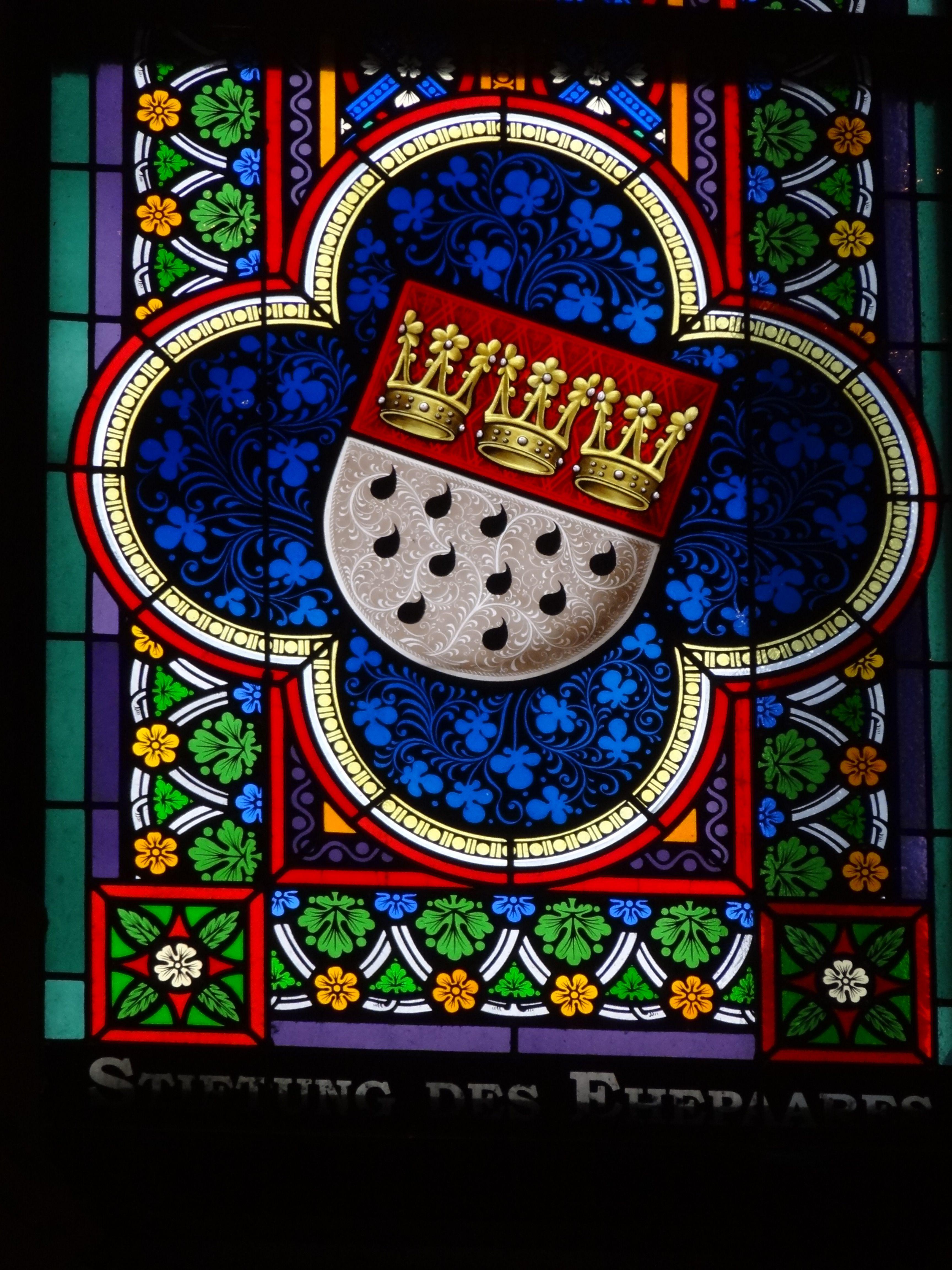
Detail eines Buntglasfensters mit Kölner Stadtwappen im Eingangsbereich des Kölner Doms

Blasonierung: „Unter rotem Schildhaupt, darin balkenweise drei goldene dreiblättrige Kronen, in Silber 11 schwarze Flammen (5:4:2).“ – Bis um 1550: „Silber mit rotem Schildhaupt, darin balkenweise drei goldenen dreiblättrigen Kronen.“
Köln war neben Lübeck Mitbegründerin der Hanse, der Schild trägt daher die Farben der Hanse, Rot und Weiß. Die drei Kronen sind seit dem 12. Jahrhundert das Hoheitszeichen der Stadt und erinnern an die Heiligen Drei Könige, deren Reliquien 1164 als Geschenk des Kaisers Friedrich I. Barbarossa nach Köln gebracht wurden.
Die elf schwarzen Flammen zieren seit dem 16. Jahrhundert das Stadtwappen und erinnern an die Heilige Ursula, der Legende nach eine fromme Tochter des Königs der Bretagne, Maurus. Eigentlich stellen die Flammen Hermelinschwänze dar, die sich im Wappen der Bretagne finden. Der Legende nach befand sich die Heilige Jungfrau Ursula zusammen mit ihren zehn jungfräulichen Gefährtinnen auf der Rückfahrt von einer Pilgerreise nach Rom. Möglicherweise war es der im Mittelalter aufgekommene Reliquienkult, der aus den elf Jungfrauen 11.000 (daher „Ursula und die 11.000 Jungfrauen“) werden ließ. Nach der Legende wurden sie bei Köln von den Hunnen unter Attila ermordet. Im Laufe der Jahrhunderte wurden viele Gebeine, die in und um Köln gefunden wurden – häufig aus römischen Grabmälern, die üblicherweise an Ausfallstraßen angelegt wurden –, den Gefährten der Ursula zugerechnet.
Der Wappenschild liegt seit 1897 auf einem doppelköpfigen nimbierten, goldbewehrten und rotbezungten Adler, in den Fängen Schwert und Zepter. Der Doppeladler soll an den Status als Freie Reichsstadt erinnern, den Köln 1475 erhielt. Vor 1794 wurde das Dreikronenwappen jedoch nicht mit dem Doppeladler als Schildhalter geführt, sondern von Löwe und Greif gehalten. Über dem Schild als Oberwappen ein roter Turnierhut mit Hermelinkrempe, darauf ein Schildbrett mit dem Wappenbild. Das Schildbrett ist oben mit Pfauenfedern besetzt.
Während der französischen Besatzung verlieh Napoleon der Stadt Köln im Jahr 1811 ein neues Wappen. Köln wurde eingeordnet als eine der Städte erster Ordnung, der Guten Städte des französischen Kaiserreiches (Bonnes villes de l’Empire français).

Blasonierung: „In rotem Schildhaupt drei goldenen Bienen, darunter ein schwarzer, unten gezackter Balken in rot. Das Oberwappen ein Merkurstab, darüber eine goldene Mauer mit einer siebenzinnigen Mauerkrone, aus der ein goldener Adler wächst. Um den Schild ein von roten Bändern umflochtener goldener Kranz, der rechts aus Olivenzweigen und links aus Eichenzweigen besteht.“
Zudem war Köln Ausgangspunkt der Köln-Mindener Eisenbahn. Einige Bahnhöfe, so Minden oder Bremen an der Hamburg-Venloer Bahn, tragen deshalb das Kölner Wappen.